# J.-B. Nacray
Cet article court présente un sujet plus développé dans : Daniel Pennac, Jean-Bernard Pouy et Patrick Raynal (écrivain).
J.-B. Nacray est le pseudonyme collectif utilisé par Daniel Pennac, Jean-Bernard Pouy et Patrick Raynal.

## Roman
- La Vie duraille, éd. Fleuve noir coll. « Spécial Police » no 1968 (1985)  (ISBN 2-265-03089-9), réédition Fleuve noir (1997)  (ISBN 2-265-06195-6)